# Вестермарк, Эдвард
Эдвард Александр Вестермарк (швед. Edvard Alexander Westermarck; 20 ноября 1862[…], Гельсингфорс, Великое княжество Финляндское — 3 сентября 1939, Тенхола, Уусимаа) — финляндский шведоязычный философ и социолог, один из пионеров сексологии. Некоторые его работы посвящены вопросам экзогамии и запрета на инцест.

## Биография
Родился 20 ноября 1862 года в Гельсингфорсе. Его родная сестра — финская писательница и художница Хелена Вестермарк.
С 1918 по 1921 годы был ректором Академии Або.
Известен как открыватель эффекта Вестермарка, когда дети, которые воспитывались вместе, как правило, не испытывают сексуального влечения друг к другу, став взрослыми, независимо от их генетического родства.
Будучи профессором в Лондонской школе экономики, участвовал в создании академической социологии в Великобритании.

## Сочинения
- 1907: Siveys ja kristinusko: Esitelmä. Ylioppilasyhdistys Prometheus, Helsinki.
- 1925: The History of Human Marriage. Macmillan, London. [1891.]
- 1930: Wit and Wisdom in Morocco. Routledge, London.
- 1932: Avioliiton historia. WSOY, Helsinki.
- 1933: Moraalin synty ja kehitys. WSOY, Helsinki.
- 1934: Three Essays on Sex and Marriage. Macmillan, London.
- 1934: Freuds teori on Oedipuskomplexen i sociologisk belysning. Vetenskap och bildning, 45. Bonnier, Stockholm.
- 1984: Kristinusko ja moraali. Otava, Helsinki.
- 1991: Tapojen historiaa: Kuusi akadeemista esitelmää: Pitänyt Turussa syksyllä 1911 Edward Westermarck. 2nd edition. Suomalaisen kirjallisuuden seura, Helsinki.